# Don River (Dawson River)
Der Don River ist ein Fluss im Osten des australischen Bundesstaates Queensland.

## Geografie

### Flusslauf
Er entspringt im Don River State Forest, etwa 60 Kilometer südlich von Rockhampton und fließt nach Westen. Nach rund 20 Kilometern unterquert er den Burnett Highway und dann bei Rannes den Leichhardt Highway. Bei Junction Park, ungefähr 30 Kilometer nördlich von Baralaba, mündet er in den Dawson River.

### Nebenflüsse mit Mündungshöhen
- Redshirt Creek – 243 m
- Manton Creek – 161 m
- Centre Creek – 132 m
- Callide Creek – 114 m
- Eight Mile Creek – 103 m
- Harris Creek – 101 m
- Dee River – 96 m
- Woolein Creek – 96 m
- Cooper Downs Creek – 95 m
- Spring Creek – 93 m
- Dumfries Creek – 82 m
- Calvert Creek – 77 m

(Quelle:)